# ABB AP12
AP12 – szwedzka kierunkowa, odłamkowa mina przeciwpiechotna.
Mina ma kształt lekko wygiętego prostokąta. Ustawiana jest pionowo, wypukłą stroną w kierunku przeciwnika, na lekkim czwórnogu. Cel rażony jest przy pomocy prefabrykowanych odłamków. Mina może być odpalona przy pomocy zapalnika o działaniu naciągowym lub ręcznie przy pomocy zapalnika elektrycznego z odległości do 50 m. Mina zaprojektowana do użycia w temperaturze od -40 do +60 °C.